# Samwell Tarly
Samwell Tarly, més conegut com a Sam, és un personatge de la sèrie de literatura fantàstica Cançó de gel i de foc, també coneguda com a Joc de Trons, escrita per George R. R. Martin. És el fill major de la família Tarly i el primer fill del senyor de Turó Corn, Randyll Tarly. Als 17 anys, abans del seu dia del nom, va ser enviat a servir al Mur per a no heretar les terres del seu pare, en unir-se a la Guàrdia de la Nit va ser designat a servir com.
Samwell, és descrit com un noi gras i maldestre, en la sèrie representat per John Bradley. Té la cara arrodonida amb cabell fosc i ulls clars. A causa del seu físic és una persona insegura de si mateixa, tímida i es considera a si mateix un covard encara que ha demostrat el contrari en diverses ocasions, com a contrapunt del seu físic i caràcter és molt intel·ligent i reflectiu.
Samwell és interpretat per l'actor anglès John Bradley a l'adaptació televisiva de HBO.

## Història
La infantesa de Sam va estar marcada per insults i assetjament del seu pare, Randyll Tarly, que va intentar, sense gaire fortuna, convertir el seu obès i maldestre fill en un cavaller. Al cap d'un temps el seu pare va trobar fortuna quan va procrear un altre fill baró, Dickon Tarly, que era més destre amb les armes i un fill que el seu pare considerava digne hereter. Abans del dia del seu divuitè dia del nom el seu pare li va donar dues opcions, unir-se a la Guardia de la Nit o patir un accident de caça que acabaria amb la seva vida, a lo que òbviament Sam va decidir unir-se als guardians del nord.

## Argument

### Joc de trons
En el primer llibre, Samwell arriba al nord enviat pel seu pare. Una vegada a la Guàrdia de la Nit ha de suportar les burles i agressions de reclutes i del mestre d'armes del Castell Negre, Ser Alliser Thorne qui ensenya als reclutes a utilitzar les armes, i qui li posa els seus primers alies, Ser Porc i Lord Pernil. La persona que protegeix a Sam d'aquests atacs és Jon Neu, fill bastard de Eddard Stark, que acaba sent el primer amic de Sam al Mur.
Jon en veure la incapacitat de lluita de Sam, decideix parlar amb el mestre Aemon per a convertir a Sam en el seu majordom personal cosa que Aemon accepta i el posa a càrrec dels corbs i de la biblioteca. Seguidament Sam va a fer el jurament amb Jon per a servir a la Guàrdia. A pesar d'haver nascut i crescut amb la Fe dels Set, fa el jurament davant dels Antics Déus, per a veure si aquests el tracten millor.

### Xoc de reis
En aquesta temporada, o llibre, Sam igual que molts dels seus germans juramentats va a l'expedició de Jeor Mormont en busca dels exploradors desapareguts, es dedica a cuidar dels corbs missatgers per a informa al Castell Negre de la situació de l'expedició. En la Torre de Craster, es fa amic de Elí, una esposa embarassada del seu pare, Craster. La noia tenia por que el seu fill fos nen, ja que si no fos nena Craster el sacrificaria als Camninants Blancs.

### Tempesta d'espases (aquesta secció conté informació que no ha sortit a la sèrie)
En aquesta temporada Sam agafa més rellevància i protagonisme. Sobreviu a l'atac dels Altres en el Puny dels Primers Homes, junt als altres sobrevivents es dirigeix cap a la Torre de Craster. Durant la fugida és atacat per un caminant, ell i dos dels seus companys, Grenn i Paul el Petit, instintivament ataca al caminant amb una daga de vidredrac que li havia portat Fantasma, el llop de Jon Neu, que per a sorpresa de tots acaba amb l'altre amb una punyalada d'aquesta arma, que resulta ser el punt feble d'aquests sers. Per aquesta mostra inesperada de valentia els seus companys de la Guàrdia de la Nit el comencen a anomenar Sam el Mortífer.
Un cop a la Torre de Craster es troba a Elí, la salvatge filla de Craster, que dona a llum al fill baró i Sam no sap que fer. Poc després, els companys de Sam comencen una revolta contra Jeor Mormont i Craster, ja que creuen que aquest els està amagant aliments, revolta la qual acaba amb la mort del Gran ós i la de Craster i amb la fugida de Sam i Elí cap al Castell Negre amb el fill de Craster.
De camí al Mur són atacats per un espectre, el seu antic company Paul, contra no poden lluitar, ja que no li afecta vidredrac. Mentre intenten fugir són rodejats per més espectres amb la fortuna de ser ajudats per uns corbs famèlics que apareixen per la presència de Mansfredes, un misteriós genet de capa negra que els rescata i els porta al Fort de la Nit amb el missatge que enviïn a una persona al nord del Mur. Una vegada han creuat el Mur es troben a Bran Stark i el seu petit grup i els envia a través de la mateixa porta per la que han travessat el mur subterràniament.
Des d'allà es dirigeixen al Castell Negre i hi arriben just després de la derrota de Mance Rayder. Es troba amb unes eleccions per a escollir el pròxim Lord Comandant de la Guàrdia de la nit que ell mateix acaba manipulant perquè surti escollit Jon Neu, el bastard.

### Festí de corbs (aquesta secció conté informació que no ha sortit a la sèrie)
En aquest llibre Sam és enviat a Antigua, ja que Jon Neu vol un nou mestre, ja que Aemon està moribund i fa portar a Sam amb ell a Daeron, conegut per la seva veu perquè canti les meravelles de la Guardia de la Nit, Elí, el seu fill i al mestre Aemon perquè visqui un últim viatge.
Una vegada ja ha arribat a la Ciutadella explica la història dels Caminants Blancs del nord del Mur a un arximestre anomenat Marwyn que li ordena que estudiï per a ser mestre i torni al nord.